# Sánchez
Sánchez es un apellido patronímico español muy difundido en España, Hispanoamérica y Filipinas. Deriva del nombre de Sancho más la terminación patronímica -ez. La variante en portugués Sanches se puede encontrar sobre todo en Portugal y Brasil.

## Etimología
Como otros apellidos hispánicos, deriva del nombre propio Sancho más el formativo de antroponímicos familiares -ez, cuyo origen es discutido, y probablemente sea similar al germánico -iks como en *Hrōþeriks 'Roderico, Rodrigo' (> Rodríguez), (en inglés moderno -ick, alemán moderno -ich). No posee linaje alguno definido, ya que es un nombre y apellido adoptado masivamente por el pueblo por diferentes razones. En consecuencia, no hay un linaje definido para el apellido Sancho y su origen es totalmente oscuro. Si bien existieron Reyes de Galicia, Asturias, Navarra y Aragón de nombre Sancho y a sus hijos se les denominó Sánchez, estos siempre estaban sujetos a un toponímico, por ejemplo: Armando Sánchez de Gres, siendo el toponímico "Gres" el que pasó a la historia como denominación de un linaje.

## Distribución
En España está muy distribuido, más frecuentemente en las provincias de Salamanca (6,42 %), Ávila (4,008 %), Cáceres (3,678 %) y Albacete (3,588 %).
Según datos del Instituto Nacional de Estadística es el séptimo apellido más frecuente en España.
A fecha 1 de enero de 2021 en España llevaban el apellido de Sánchez: 815 181 como primer apellido, 825 024 como segundo apellido y 33 504 como ambos apellidos. A 1 de enero de 2023 había variado ligeramente. Además, hay apellidos compuestos (como Sánchez Millagón o Sánchez Crespo) en la lista de los apellidos más frecuentes.
| Orden | Apellido         | Como primero | Como segundo | Ambos  |
| ----- | ---------------- | ------------ | ------------ | ------ |
| 7     | SANCHEZ          | 815.107      | 825.073      | 33.012 |
| 5.480 | SANCHEZ MIGALLON | 771          | 786          | 9      |
| 6.989 | SANCHEZ CRESPO   | 579          | 523          | 36     |
| 7.047 | SANCHEZ CAMACHO  | 574          | 564          | 9      |

Fuente: Apellidos con frecuencia mayor o igual que 100 en el primer apellido. Datos procedentes de Censos de población anuales a fecha 01/01/2023 

## Heráldica
Como otros apellidos patronímicos comunes, no tiene un único origen común, y hay más de sesenta escudos distintos de este nombre, dependiendo de la zona de origen y de la familia.
|  |
|  |

|  |
|  |

|  |
|  |

|  |
|  |

|  |
|  |

## Topónimo
- Sánchez Ramírez, provincia de la República Dominicana.
- Provincia de Sánchez Carrión, provincia del Perú.